# Larry Nozero
Lawrence „Larry“ Nozero (* 1934; † 18. Februar 2005) war ein US-amerikanischer Jazz- und Studiomusiker (Saxophone, auch Flöte), der in der Musikszene von Detroit aktiv war.
Larry Nozero hatte Unterricht an der Detroiter Larry Teal School of Music. 1964 spielte er im Umfeld der Musikerkooperative Strata mit Charles Moores Detroit Contemporary 5, bevor er zum Militärdienst eingezogen wurde; dort spielte er in einer Army Band. Nach seiner Rückkehr nach Detroit arbeitete er als Studiomusiker für das Motown-Label; so wirkte er 1971 als Sopransaxophonist bei Marvin Gayes LP What’s Going On mit. Des Weiteren arbeitete er bei Henry Mancini und Sérgio Mendes sowie in der Funkband The Mixed Bag. Bei Strata legte er 1975 das Album Time vor; 1983 folgte das Album Up to Your Neck, das auf dem kanadischen Label Larcon Records erschien. Allmusic lobte Nozeros lyrisches Spiel auf dem 2000 erschienenen Livealbum Live at the Montreux Detroit Jazz Festival, in dem er die Musik seiner Vorbilder Stan Getz, Art Pepper und Charlie Parker verschmelze. Im Bereich des Jazz war Nozero, der 2008 an einer Krebserkrankung starb, zwischen 1970 und 2004 an 12 Aufnahmesessions beteiligt.